# Cotton Ground
Cotton Ground är en parishhuvudort i Saint Kitts och Nevis.   Den ligger i parishen Saint Thomas Lowland, i den sydöstra delen av landet, 18 km sydost om huvudstaden Basseterre. Cotton Ground ligger 83 meter över havet och antalet invånare är 381. Den ligger på ön Nevis.